# Julien François
Julien François (* 21. September 1979 in Metz) ist ein ehemaliger französischer Fußballspieler und heutiger -trainer.

## Karriere

### Spieler
Julien François begann mit dem Fußball in der Nachwuchsakademie des FC Metz. 1998 wurde er in die zweite Mannschaft hochgezogen. Nach nur einem Jahr kam er hierbei auch direkt in die Profimannschaft, die damals in der ersten Liga Frankreichs spielte. Dort konnte sich François jedoch keinen Stammplatz erkämpfen, weshalb er zur Saison 2000/01 an den unterklassigen Klub Gazélec FCO Ajaccio verliehen wurde. Dort erkämpfte sich François einen Stammplatz und kam auf 31 Einsätze. Nach dem Ablaufen des Leihvertrages kam François zur Saison 2001/02 zurück zum FC Metz, wo ihm auch dieses Mal ein Stammplatz verwehrt blieb. Mit den Metzern stieg er 2002 auch aus der Erstklassigkeit ab. Im selben Jahr beendete François das Kapitel „FC Metz“ gänzlich und schloss sich dem Ligakonkurrenten Grenoble Foot an. In Grenoble wurde er Stammspieler und Leistungsträger. In seinem ersten Jahr kam er auf 26 Einsätze. Hierbei steuerte er fünf Treffer bei. In seinem zweiten Jahr kam er dagegen auf 32 Einsätze, wobei ihm dieses Mal nur zwei Treffer gelangen. In den beiden Jahren danach bestritt François insgesamt 64 Einsätze und machte vier Treffer.
2006 kehrte er zum FC Metz, das zuvor aus der ersten Liga abstieg, zurück. Dieses Mal wurde der gebürtige Metzer Stammspieler und Leistungsträger. In 30 Zweitliga-Einsätzen markierte François zwei Treffer. Am Ende durfte man den direkten Wiederaufstieg feiern. Am 12. August 2007 feierte François sein Debüt in der Ligue 1, als er am ersten Spieltag, gegen den OSC Lille, in der Anfangself stand. Im Saisonverlauf kam er zu weiteren 32 Erstligaeinsätzen, wo er auch einen Treffer markieren konnte. Am Ende stand jedoch der direkte Wiederabstieg. Nach elf Zweitligaeinsätzen in der Hinrunde der Folgesaison wechselte François in der Winterpause der Saison 2008/09 zum FC Tours. Nach mehr als einem Jahr und 52 Einsätzen wechselte François zur Saison 2010/11 zum AC Le Havre, wo er in seinem ersten Jahr auf 32 Einsätze und einem Treffer kam.

### Trainer
Nach seinem Karriereende 2015 in Ajaccio übernahm François dort zunächst die Stelle des Jugendleiters, anschließend wurde er Co-Trainer bis 2019. Zwischenzeitlich fungierte er bei Ajaccio auch als Interimstrainer. 2019 erhielt er den Trainerposten beim französischen Drittligisten CSO Amnéville und seit 2021 trainiert François die mittlerweile viertklassigen US Thionville Lusitanos.